# Bremerhavens voetbalkampioenschap 1919/20
In 1911/12 werd het zestiende en laatste Bremerhavens voetbalkampioenschap gespeeld, dat georganiseerd werd door de Noord-Duitse voetbalbond.
Geestemünder SC werd kampioen en plaatste zich voor de Noord-Duitse eindronde en versloeg daar VfB Oldenburg en werd dan zelf verslagen door Arminia Hannover. Na dit seizoen werden de competities in Noord-Duitsland hervormd. Daar deze competitie als een van de zwakste beschouwd werd speelde geen van de clubs de volgende jaren nog in de hoogste klasse.

## 1. Klasse Unterweser
| Plaats | Club                     | Wed. | W | G | V | Saldo | Ptn |
| ------ | ------------------------ | ---- | - | - | - | ----- | --- |
| 1.     | Geestemünder SC          |      |   |   |   |       |     |
| 2.     | SC Sparta 01 Bremerhaven |      |   |   |   |       |     |
| 3.     | VfB Lehe                 |      |   |   |   |       |     |
| 4.     | SV Cuxhaven              |      |   |   |   |       |     |
| 5.     | TSV Wulsdorf             |      |   |   |   |       |     |

|  | Kampioen |